# Mesilla
La ville de Mesilla (connue également sous les noms de La Mesilla et Old Mesilla) est située dans le comté de Doña Ana, dans l’État du Nouveau-Mexique, aux États-Unis. Sa population s’élevait à 2 180 habitants lors du recensement de 2010, estimée à 1 855 habitants en 2016. Mesilla fait partie de l’agglomération de Las Cruces, le siège du comté.

## Histoire

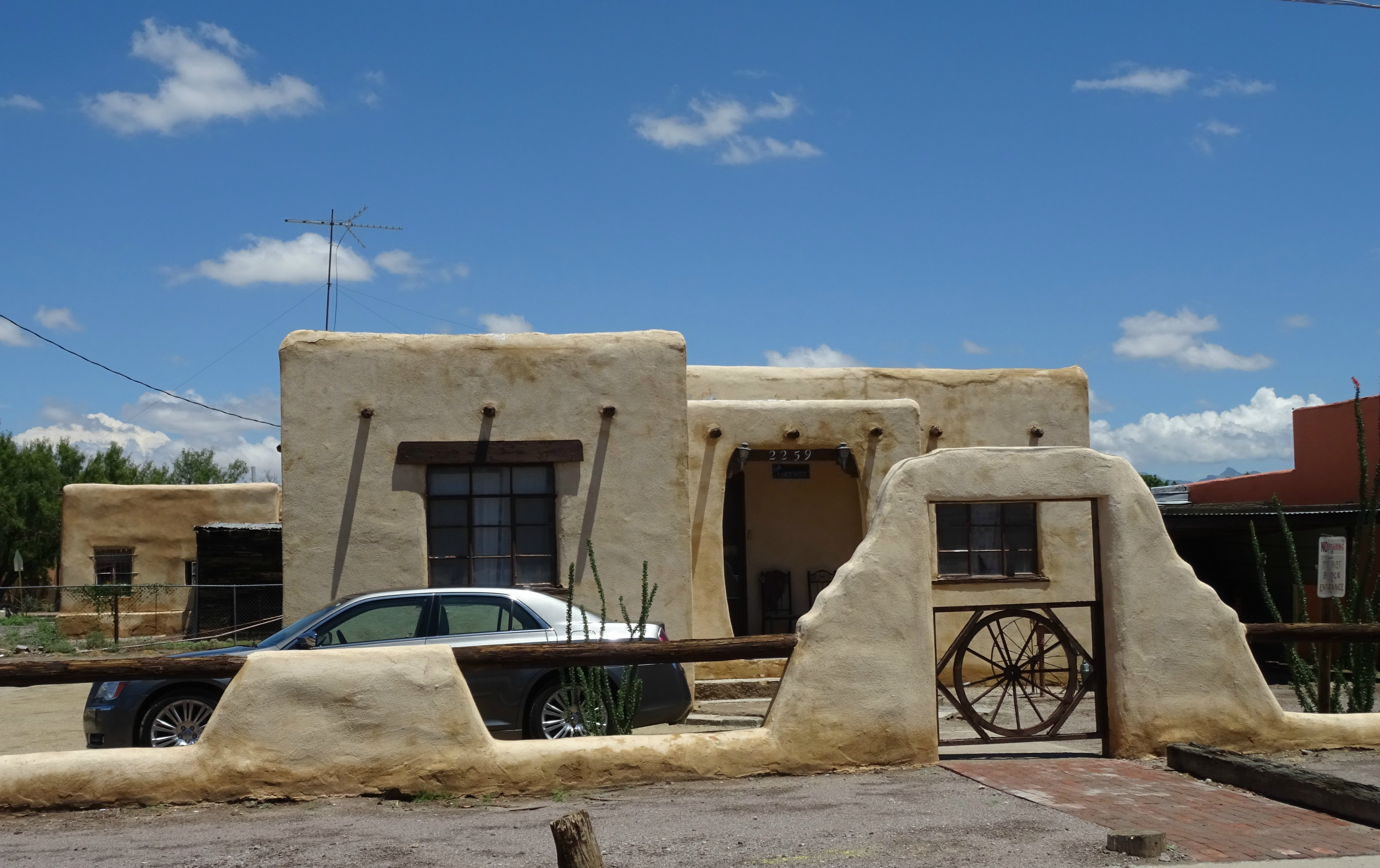
Maisons caractéristiques de Mesilla.

Durant la guerre de Sécession, Mesilla fut brièvement la capitale du Territoire confédéré de l’Arizona. Le centre historique de Mesilla, où se trouve la basilique San Albino, est un National Historic Landmark. Deux batailles de la guerre se dérouleront à proximité ; la première bataille de Mesilla, en 1861, voit la victoire des forces confédérées et aboutira à l'établissement du territoire confédéré de l'Arizona, et la seconde bataille de Mesilla, en 1862, voit la victoire des partisans pro-unionistes.

## Démographie
| Groupe            | Mesilla | Nouveau-Mexique | États-Unis |
| ----------------- | ------- | --------------- | ---------- |
| Blancs            | 91,7    | 68,4            | 72,4       |
| Autres            | 2,8     | 15,1            | 6,2        |
| Métis             | 2,7     | 3,8             | 2,9        |
| Amérindiens       | 1,6     | 9,4             | 0,9        |
| Asiatiques        | 0,6     | 1,4             | 4,8        |
| Afro-Américains   | 0,6     | 2,1             | 12,6       |
| Total             | 100     | 100             | 100        |
|                   |         |                 |            |
| Latino-Américains | 48,2    | 46,3            | 16,7       |

Selon l'American Community Survey, pour la période 2011-2015, 58,42 % de la population âgée de plus de 5 ans déclare parler l'anglais à la maison, 38,04 % l'espagnol, 0,73 % le hongrois, 0,73 % le portugais, 0,73 % le russe, 0,50 % l'allemand et 0,86 % une autre langue.

## Source
- (en) Cet article est partiellement ou en totalité issu de l’article de Wikipédia en anglais intitulé « Mesilla, New Mexico » (voir la liste des auteurs).